# میکی ساساکی
میکی ساساکی (انگلیسی: Miki Sasaki؛ زادهٔ ۱۵ دسامبر ۱۹۷۶) بازیکن والیبال زن اهل ژاپن بود.